# Сторо (станция метро)
«Сторо» (норв. Storo)— станция скоростного транспорта на кольцевой линии метрополитена Осло, образованной участками линий 3 и 4/6, причем на линии 3 она является конечной, а на участке между станциями «Нюдален» и «Сторо» нумерация линий 4 и 6 взаимозаменяться. Поезда линий 3 и 4/6 пребывают на станцию поочередно с 15-минутным интервалом: проезжая через Общий Туннель, они прибывают либо из восточных (в случае линий 3 и 4), либо из северных (в случае линии 6) районов Осло, двигаясь по кольцу соответственно либо по, либо против часовой стрелки.
Время в пути между станциями «Сторо» и «Стортинг» составляет 11 минут при движении по часовой стрелке или 14 минут против часовой.
Представляет собой транспортно-пересадочный узел (ТПУ), в который входят станция метрополитена, остановки трамвая и автобуса. ТПУ расположен в районе Осло Нурдре Акер (Nordre Aker), точнее — в смешанном коммерческом и жилом нейборхуде Сторо (Storo).
ТПУ «Сторо» является остановкой на трамвайных маршрутах № 11, 12 и 13, а будучи расположенным на Норвежской Национальной Дороге 150 (так называемом «Кольце 3»), также и остановкой нескольких автобусных маршрутов.
Находится в пешей доступности от железнодорожной станции Грефсен направления Осло—Йёвик.

## История
Станция была открыта 28 ноября 1902 года как конечная станция трамвайной линии Grünerløkka–Torshov.
Линия была продлена на север как линия Кьельсос до Кьельсоса 25 сентября 1934 года и на юго-восток как расширение линии Синсен в 1939 году.
Процесс проектирования и создания кольцевой линии для обслуживания северных районов Осло был начат в конце 1980-х годов. Планы развития были утверждены городским советом в 1997 году, а в 2000 году было обеспечено финансирование строительства, начавшегося в июне того же года. Возведение станции «Сторо» было завершено в декабре 2002 года, однако вплоть до её открытия продолжались работы по укладке путей.
Открытие станции состоялось 20 августа 2003 года, одновременно со станцией «Нюдален».
20 августа 2006 года, когда с открытием станции «Синсен» завершилось замыкание кольцевой линии, станция «Сторо» вошла и в её состав.